# Хабрун, Таха
Таха Хабрун (англ. Taha Habroune; род. 5 февраля 2006, Колумбус) — американский футболист марокканского происхождения, полузащитник клуба «Коламбус Крю».

## Клубная карьера
Хабрун — воспитанник клубов «Бласт» и «Коламбус Крю». В 2023 году игрок подписал профессиональный контракт с дублирующим составом последних. 27 марта в матче против дублирующий состав «Нью-Йорк Сити» игрок дебютировал в MLS Next Pro. 25 мая в поединке Открытого кубка США против «Питтсбург Риверхаундс» Таха дебютировал за основной состав. 14 апреля 2024 года в матче против «Реал Солт-Лейк» он дебютировал в MLS.

## Международная карьера
В 2023 году в составе юношеской сборной США Хабрун принял участие в юношеском чемпионате КОНКАКАФ в Гватемалы. На турнире он сыграл в матчах против сборных Барбадоса, Тринидада и Тобаго, Канады, Доминиканской Республики, Гватемалы и Мексики. В поединках против барбадосцев, тринидадцев и гватемальцев Таха забил по голу.
В том же году Хабрун принял участие в юношеском чемпионате мира в Индонезии. На турнире он сыграл в матчах против команд Кореи, Буркина-Фасо, Франции и Германии. В поединке против немцев Таха забил гол.
В 2024 году Хабрун в составе молодёжной сборной США принял участие в молодёжном чемпионате КОНКАКАФ в Мексике. На турнире он сыграл в матчах против сборных Ямайки, Кубы, Коста-Рики, Гватемалы, Панамы и Мексики. В поединке против кубинцев Таха забил гол.